# Дудештій-Векі
Дудештій-Векі (рум. Dudeștii Vechi) — село у повіті Тіміш в Румунії. Входить до складу комуни Дудештій-Векі.
Село розташоване на відстані 474 км на північний захід від Бухареста, 66 км на північний захід від Тімішоари.

## Населення
За даними перепису населення 2002 року у селі проживала 3881 особа.
Національний склад населення села:
| Національність | Кількість осіб | Відсоток |
| -------------- | -------------- | -------- |
| болгари        | 2910           | 75,0%    |
| румуни         | 651            | 16,8%    |
| цигани         | 166            | 4,3%     |
| угорці         | 92             | 2,4%     |
| німці          | 24             | 0,6%     |
| українці       | 21             | 0,5%     |
| серби          | 10             | 0,3%     |
| словаки        | 5              | 0,1%     |

Рідною мовою назвали:
| Мова       | Кількість осіб | Відсоток |
| ---------- | -------------- | -------- |
| болгарська | 2905           | 74,9%    |
| румунська  | 819            | 21,1%    |
| угорська   | 86             | 2,2%     |
| українська | 21             | 0,5%     |
| німецька   | 21             | 0,5%     |
| циганська  | 14             | 0,4%     |
| сербська   | 10             | 0,3%     |
| словацька  | 5              | 0,1%     |